# COSOM floorhockey
COSOM floorhockey är en lagsport som utvecklades under 1960- och 70-talen, riktad till framför allt barn och ungdomar. Spelet utövas bland annat i USA och Kanada. Innebandyn har sina rötter i spelet.

## Historik
1958 började Schaper Manufacturers COSOM i Lakeville i USA tillverka plastklubbor för att låta framför allt barn och ungdomar kunna spela floorhockey eller "COSOM floorhockey" som det också kallades, vilket var en inomhusvariant av ishockey utan is. Plastklubborna var kopior av ishockeyklubbor, och en lätt plastpuck användes. Ibland ersattes pucken av en plastboll. Den första riktiga turneringen spelades 1962 i Michigan, och i slutet av året spelades en liga med 43 lag.
Vid 1960-talets slut var ungdomar från Sverige på semesterresa i Nederländerna, och fick syn på den amerikanska plastklubban i ett skyltfönster. Nyfikna tog de med sig klubbor och bollar till Sverige, och spelet blev populärt vid skolor och fritidsgårdar. Vissa floorhockeyklubbar kallades "bananklubbor". Deras blad var böjda likt en banan, och påminde om träklubban som används i bandy. Spelet kom senare att kallas bland annat "plastbandy", "mjukbandy" och "landbandy" innan innebandy till slut blev namnet. COSOM floorhockey dog med innebandyns framfart ut i Sverige. 1971 startades ett företag som tillverkade de första helsvenska Unihocklubborna.

### Fotnoter
1. 1 2 3  Olsson, Persson, Olsson, Persson. Innebandy. Rabén & Sjögren
2. ↑  Fasth, Michael, Olsson, Persson. Innebandyboken. Tiden